# Monodelphis dimidiata
Monodelphis dimidiata är en pungdjursart som först beskrevs av Johann Andreas Wagner 1847. Monodelphis dimidiata ingår i släktet pungnäbbmöss och familjen pungråttor. IUCN kategoriserar arten globalt som livskraftig. Inga underarter finns listade.
Arten når i genomsnitt en kroppslängd (huvud och bål) av 128 mm, en svanslängd av 58 mm, 16 mm långa bakfötter, 10 till 13 mm stora öron och en vikt av 58 g. Pälsen på ovansidan har en gråbrun färg och undersidan är täckt av gulröd päls.
Pungdjuret förekommer i södra Brasilien, södra Paraguay, Uruguay och norra Argentina. Arten vistas i fuktiga gräsmarker och i tropisk regnskog. Den besöker ofta vattendrag och den kan hittas nära människans samhällen.
En könsdimorfism där hannar är större med större huvud och större hörntänder är påfallande. Arten borde vara nattaktiv liksom de flesta pungråttor men under den kalla årstiden kan den i tempererade områden vara dagaktiv. Födan utgörs av insekter, spindeldjur, mindre däggdjur och växtdelar. Hos stora exemplar är andelen animalisk föda större. Arten går på marken och klättrar i växtligheten. Honor kan vara brunstiga under alla årstider och en kull har 8 till 14 ungar.
Exemplar som ursprungligen beskrevs som Monodelphis fosteri antas vara ungar av Monodelphis dimidiata.